# Donald Thomas (atletičar)
Donald Thomas (Freeport, 1. srpnja 1984.) bahamski je skakač u vis, svjetski prvak iz Osake 2007. godine, gdje je preskočivši 2,35 metara postavio i svoj osobni rekord. Osim naslova svjetskog prvaka, Thomas je osvajač zlata na Svjetskih atletskih finala 2007. u Stuttgartu i Igrama Commonweatha 2010. u New Delhiju te srebra na Kupu kontintenata 2010. u Splitu.

## Životopis
Thomas se aktivno sportom počeo baviti 2006. igrajući košarku na Sveučilištu Lindenwood. Nakon što su trneri uočili njegov potencijal za ateltiku, počeo je trenirati skok u vis. Prvi put je nastupao na Sveučilišnom prvenstvu, gdje je preskočivši 2,22 metra završio na četvrtom mjestu. Na Igrama Commonwealtha 2006., u kvalifikacijama muškog skoka u vis dijelio je prvo mjesto (zajedno s Markom Boswellijem i Ramsaayem Carleseom) s preskočenih 2,15 metara, dok je u zavrpnici dva dana kasnije zauzeo četvrtu poziciju, preskočivši jednako koliko i trećeplasirani Kyriakos Ioannou (2,23 m), ali iz drugog pokušaja. U srpnju iste godine Thomas je nastupio na NACAC prvenstvu do 23 godine u atletici, gdje je preskočio 2,21 metara i osvojio srebrno odličje, ostvarivši prvi zapaženiji uspjeh u profesionalnom bavljenju altetikom. Na svojem trećem profesionalnom nastupu na Srednjeameričkim i karipskim igrama u Caratageni u Kolumbiji, dijelio je červtu poziciju (2,13 m), dok je njegov sunarodnjak Trevor Barry preskočio 2,16 metara i okitio se srebrom.
Na Panameričkim igrama 2007. u Rio de Janeirou prvi puta je preskočio 2,30 metara, dovoljno za osvajanje srebrnog odličja. Ubrzo nakon toga preskočio je 2,33 metara na mitingu u Fayettevillu u američkoj saveznoj državi Arkansas. Početkom srpnja Thomas s natjecao na mitingu u Salamanci u Španjolskoj, gdje je oborio svoj osobni rekord preskočivši 2,35 metara, i postavio svjetski rrekord sezone. Na Svjetskom prvenstvu u Osaki ponovno je preskočio 2,35 metara, i obranio svoj osobni rekord i najbolji svjetski rekord sezone. Dominaciju je potvrdio osvajanjem zlata na Svjetskim atletskim finalima 2007. u Stuttgartu. Budući da je tijekom 2007. godine bio u samom vrhu muškog skoka u vis, Bahamski atletski savez proglasio ga je najboljim atletičarom godine.
Na Olimpijske igre 2008. u Pekingu došao je s velikim očekivanjima. No, u kvaifikacijama je preskočio svega 2,20 metara dovoljnih za 21. mjesto, koje nije vodilo u završnicu natjecanja.

## Vanjske poveznice
- Donald Thomas na iaaf.org
- Igre Commonwealtha 2006. - profil